# Словенська мова
Слове́нська мо́ва (словен. slovenski jezik) — слов'янська мова, належить до групи південних слов'янських мов. Поширена у Словенії, Австрії та Італії. Має 49 діалектів, що об'єднуються у 7 основних груп: паннонська, штирійська, каринтійська, верхньокраїнська (горенська), нижньокраїнська (доленська), ровтарська та приморська.
На відміну від сербської та хорватської мов, словенська пережила певні інновації, що виражаються:
- у сильній редукції голосних (mísliti > míslәtә > mislt «мислити»)
- у частковій (по говірках) утраті середнього роду (jajce «яйце» > jajca (жіночий рід) або jajc (чоловічий рід))
- у зникненні простих минулих часів
- діалектному спрощенні або втраті тонічного наголосу

Водночас словенська мова зберегла певну кількість архаїчних (давніх) рис, як-от:
- двоїна в дієслові та імені,
- розрізнення у формах коротких та повних прикметників,
- досягальний спосіб дієслова.

У багатьох говірках установилася система трьох типів наголосу: слабкий, середній (у коротких складах) і сильний (у коротких та довгих складах).
Писемність на основі латинки. Найдавніша писемна пам'ятка — Брижинські уривки кінця X-го — початку XI-го століття. Початок літературної мови пов'язаний із протестантизмом, з діяльністю в XVI столітті Приможа Трубара, який перекладав богослужебні книги доленським діалектом. У XVII сторіччі контрреформація загальмувала розвиток словенської літературної мови. Наприкінці XVIII століття зацікавленість мовою зростає (сприяв цьому Марко Похлін), а в середині XIX століття, завдяки діяльності та творчості поета Франце Прешерена та його сучасників остаточно формується сучасна літературна мова.

## Історія

### Рання Історія

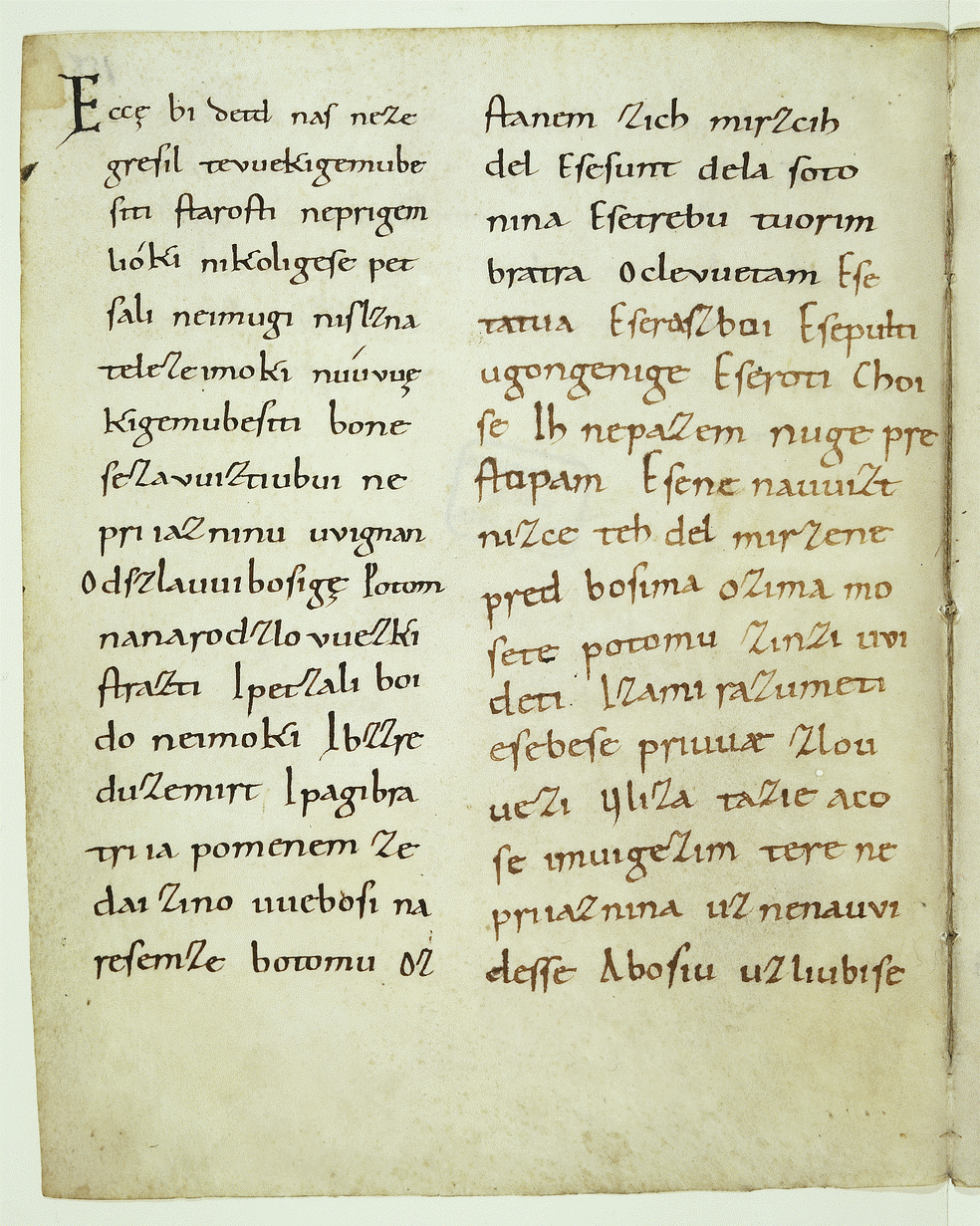
Рукописи Фрайзинга — перший історичний приклад словенської мови

Як і всі слов'янські мови, словенська з'явилася з праслов'янської. Найдавнішим відомим прикладом є рукописи Фрайзинга, відомі словенською, як «Brižinski spomeniki». У цих рукописах було описано територію поширення словенської мови. Ця територія була дещо відмінною, від сучасної області поширення словенської, хоч і була досить не чіткою. На той час словенська була поширена лише на півночі й заході сучасної Словенії, натомість досить поширеною на півдні Австрії та сході Італії.
Вже до 15 століття на півдні Австрії німецька стала більш вживаною за словенську. З'явився майже повністю чіткий кордон між словенською та німецькою. Він проходив по півночі міста Клагенфурт, півдневі Філлаха та охоплював весь схід та південь Гермагора-Прессегера. Цей кордон був майже незмінним до 19 століття, коли відбувся другий етап германізації. Натомість на сході Італії словенська лише поширювалася. У 9-12 століттях вона поширилася на півострів Істрія та місто Трієст.

### Середньовіччя
Під час епохи середньовіччя словенська стала мовою села, хоча у містах, які були заселені лише словенцями теж розмовляли словенською. В цей час німецька стала мовою знаті у Словенії, але знать Каринтії та інших словенських регіонів продовжувала спілкуватися словенською. Прикладом використання словенської мови серед знаті можна назвати привітання Бернхардом фон Шпангаймом зі словами «Buge waz primi, gralva Venus!» («Бог з тобою, королево Венеро!») поета Ульріха фон Ліхтенштейна, який в 1238 подорожував Європою в образі Венери.
Перші друковані слова написані словенською «stara pravda» (що означає «старе правосуддя» або «старі закони») були надруковані у Відні 1515 року у текстах німецьких військових, які придушили селянське повстання, ці слова були девізом селян. 
Стандартна словенська мова виникла в другій половині 16 століття завдяки роботам словенських лютеранських авторів, які діяли під час протестантської Реформації. Найвидатнішими авторами цього періоду є Прімож Трубар, який написав перші книги словенською мовою, Адам Бохорич — автор першої словенської граматики та Юрій Далматін, який повністю переклав Біблію словенською мовою.
Під кінець років Середньовіччя,до розпаду Австро-Угорщини мовою науки стала німецька, у словенській мові з'явилася безліч німецьких запозичень, адже мовою знаті стала німецька, а словенська залишилася для села.

### Новітня Історія
В 19 столітті в словенську мову активно почали запозичувати з Сербської та хорватської. Нові запозичення обґрунтовуються активним поширенням культурних рухів Ілліризму та Панславізму. Більшість цих запозичень залишилися до наших днів, хоча деякі з них згодом були відкинуті. У другій половині 19 століття ці запозичення ще рясніше почали з'являтися у мові, їх активно використовували такі письменники, як Фран Левстік і Йосип Юрчич. Порушили цю тенденцію письменники-модерністи, серед яких була Івана Каркара, які не використовували більшість запозичених слів, а писали розмовною мовою.
Після розпаду Австро-Угорщини та з приходом Королівства Югославії у 1920-30-их роках цей вплив збільшився. Проти цього було багато словенців: нове покоління письменників, інтелігенція, католицькі діячі. Серед таких були автори словенської газети «Sodobnost». Після закінчення другої світової більшість цих запозичень були вилучені, а текст 1910 року виявиться ближчим до сучасної мови, аніж той текст, що був надрукований у 1920-30-их роках. 
З 1920 по 1941 рік у Югославії існувала так звана «Словено-сербо-хорватська» мова — сербо-хорватська, яка передбачала паралельне використання словенської поруч з собою. На практиці у державних установах використовувалася лише сербо-хорватська, натомість у публіцистичному житті, на пошті та залізниці та інших соціальних установах використовувалася словенська.
В цей час словенські реґіони ,які опинилися під італійською окупацією зазнали фашистської італізації. З 1923 по 1943 рр. будь-яке публічне використання словенської мови було заборонено.
В цей час на словенських землях Австрії відбулася трохи менша ,але теж політика германізації. М'якою ця політика була до Аншлюсу, після якого використання словенської теж було під забороною, що врешті призвело до повної германізації Каринтії і якщо ще в Австро-Угорщині 21% людей розмовляли там словенською, то вже у 1951 р. — 10%, а у 2001 р. лише 2,8%.
Під час другої світової Словенія була розділена між фашистською Італією, Німеччиною та Угорщиною кожна з яких намагалися знищити мову, культуру та націю.
Після закінчення війни Словенія повернулася в Югославії, але влада республіки вже не забороняла мови, а словенська поширилася та стала активно використовуватися в публічному  житті. Винятком була Югославська армія, де всі мусили говорити сербо-хорватською.
З приходом незалежності Словенії, словенська стала використовуватися ще більш активно, а у 2004, зі входом в ЄС стала офіційною мовою там.

## Абетка

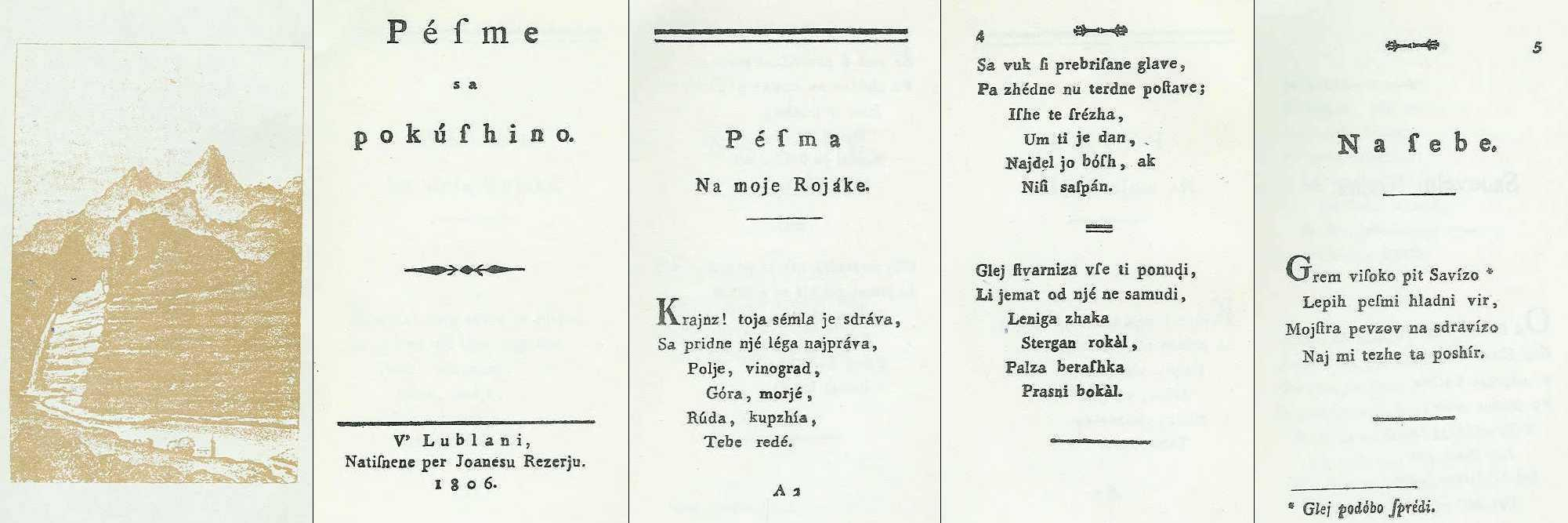
Писемність А.Богорича

Спершу в словенській мові існувала проблема з відсутністю літер для позначення звуків [ʒ], [ʃ] та [tʃ]  (тобто фактично українських літер «ж», «ш» і «ч»). У кожний період часу існування мови цю проблему вирішували по-різному:
- Після Реформації у Європі, на території Словенії користувалися системою писемності А.Богорича, де для позначення цих звуків використовували літери та звукосполучення s [з], ſ [с], z [ц], sh [ж], ſh [ш], zh [ч]. Проте система була не зручною, адже складно було розрізнити з/с, ж/ш на початку слова, якщо вони писалися з великої букви (для «s» і «ſ» форма написання великої літери єдина: «S»).

- У першій половині XVIII століття користувалися одразу двома способами: дайнчицею та метелчицею, де використовувалися запозичені знаки з кирилиці.

- Із середини XIX століття в словенській мові використовують систему писемності Лютевіта Гая, створену для сербохорватської мови, хоча дещо видозмінену (виключили літери Ć та Đ), що збереглася до нашого часу. Загалом у словенській мові є 25 літер на латинському письмі (без Q, W, X, Y, натомість з новоутвореними Č, Š, Ž). Також ще існують три диграфи — DŽ, LJ та NJ, хоча на відміну від сербохорватської мови їх не вважають окремими літерами (наприклад, у кросвордах).

| Літера | звук МФА | Відтворення в укр.мові |
| ------ | -------- | ---------------------- |
| A a    | [a]      | А а                    |
| B b    | [b]      | Б б                    |
| C c    | [ts]     | Ц ц                    |
| Č č    | [tʃ]     | Ч ч                    |
| D d    | [d]      | Д д                    |
| Dž dž  | [ʤ]      | Дж дж                  |
| E e    | [e, ɛ]   | Е е                    |
| F f    | [f]      | Ф ф                    |
| G g    | [g]      | Ґ ґ                    |
| H h    | [x]      | Х х                    |
| I i    | [i]      | І і                    |
| J j    | [j]      | Й й                    |
| K k    | [k]      | К к                    |
| L l    | [l, w]   | Л л                    |

| Літера | звук МФА | Відтворення в укр.мові       |
| ------ | -------- | ---------------------------- |
| Lj lj  | [ʎ]      | подібний до м'якого Л ([л']) |
| M m    | [m]      | М м                          |
| N n    | [n]      | Н н                          |
| Nj nj  | [ɲ]      | подібний до м'якого Н ([н']) |
| O o    | [o, ɔ]   | О о                          |
| P p    | [p]      | П п                          |
| R r    | [r]      | Р р                          |
| S s    | [s]      | С с                          |
| Š š    | [ʃ]      | Ш ш                          |
| T t    | [t]      | Т т                          |
| U u    | [u]      | У у                          |
| V v    | [v]      | В в                          |
| Z z    | [z]      | З з                          |
| Ž ž    | [ʒ]      | Ж ж                          |

## Приклад
«Заповіт» Т.Шевченка словенською мовою (переклав Йосип Абрам)
| OPOROKA Ko umrjem, pokopljite Mene na gomili Sredi stepe neizmerne V Ukrajini mili: Da bo vzreti širno polje, Dniper in skalovje, Da bo čuti, kak deroče Mu bubni valovje! Ko ponese z Ukrajine Daleč v sinje morje Kri sovražno… v istem hipu Polje in pogorje - Vse ostavim, ter se dvignem Do Boga v nebesa, Zahvalit Ga… Do tedaj pa Ne poznam jaz Boga! Pokopljite me, vstanite, In vezi razbijte, In s hudobno vražjo krvjo Prostost okropite! Mene pa v družini novi, Prosti in veliki, Ne zabite se spomniti Z nezlim tihim slovom! |